# Guillaume Dufresne d'Arsel
Guillaume Dufresne d'Arsel est un capitaine de vaisseau, né à Saint-Malo en 1668, qui prit possession en 1715 de l'île Maurice.

## Biographie
Né à Saint-Malo de Bertrand Dufresne de Bois-Sauvage et de son épouse Françoise Offray, Guillaume Dufresne d'Arsel, officier de marine, prit possession de l'île de France (future île Maurice), connue depuis deux siècles et qui était restée déserte de 1710 à 1715. Les Français arrivèrent cinq ans après que leurs occupants, les Hollandais, l'eurent abandonnée. 
En 1711, Guillaume Dufresne d'Arsel participe à la deuxième expédition de Moka. La cour de France ayant découvert et apprécié le goût du café, la Compagnie des Indes le charge d'implanter sur l'île Bourbon (Réunion) des plants de caféier venant de Mokha au Yémen. 
Il est chargé de cette mission par le secrétaire d'État à la Marine, Jérôme Phélypeaux de Pontchartrain.
Les navires Le Chasseur et La Paix partirent de Saint-Malo le 21 mars 1714, sous son commandement. Le 30 septembre 1715, en vertu d'ordres royaux reçus par un autre bateau, L'Auguste de M. de la Boissière, le 27 juin 1751, il aborde l'île à la rade des Moluques, futur Port-Louis et y plante symboliquement la Croix aux Lys d'or.
La colonisation commencera vraiment en 1721 lorsque le chevalier Jean-Baptiste Garnier du Fougeray en prend possession au nom de la Compagnie française des Indes orientales. Sous l'administration active de La Bourdonnais (1735-1746), l'île se développe rapidement et devient une importante base navale puis un lieu de culture du sucre à partir de 1743[réf. nécessaire].
En 1719, Dufresne d'Arsel repartit, honoré du titre de gouverneur de Moka. C'est pour le ravitailler que, le 6 septembre 1720, Garnier quitta Saint-Malo à bord du Triton.
Le café fait la fortune de l'île de La Réunion pendant bien longtemps, la « variété Bourbon » fut jugée la meilleure. Nouvelle richesse, le développement de cette ressource s'accompagne d'un fort courant d'importation d'esclaves. En 1704, île de La Réunion ne comptait que 734 habitants, en 1754, c'est 17 000. Jusqu'en 1735, l'exportation annuelle de café atteint les 100 000 livres annuelles, puis elle passe à 2 500 000 livres en 1744. L'île Bourbon « accueille » 1 500 esclaves supplémentaires par an. L'histoire de la caféiculture accélère.

### Sources et bibliographie
- Charles Cunat, Saint-Malo illustré par ses marins : précédé d'une notice historique sur cette ville depuis sa fondation jusqu'à nos jours, Imprimerie de F. Péalat, 1857, 485 p. (lire en ligne), p. 306 et suiv.